# Noor Ahmad Noor
Noor Ahmad Noor (* 1937 in Kandahar) ist ein ehemaliger afghanischer Diplomat und Politiker.

## Leben
Noor Ahmad Noor ist der Sohn von Abdul Satar Khan, einem paschtunischen Geschäftsmann aus dem Popalzai-Stamm der Durrani. Er absolvierte an der Universität Kabul einen Bachelor-Studiengang und trat 1963 der Watan-Partei (sozialistische Heimatpartei) bei und war in deren Geschäftsführung tätig.
Im Zuge der Saurrevolution 27. April 1978 war Noor Ahmad Noor Innenminister. 1979 schloss die Chalqis-Fraktion die Vertreter der Parcham-Fraktion der Demokratischen Volkspartei Afghanistans, Babrak Karmal Nahid Anahita Ratebzad und Noor Ahmad Noor, aus dem Ministerrat aus. Babrak Karmal wurde als Botschafter nach Prag gesandt. Nahid Anahita Ratebzad wurde als Botschafterin nach Belgrad und Noor Ahmad Noor als Botschafter nach Washington, D.C. gesandt. Das Politbüro entschied den Großteil der Führung der Parcham außer Landes zu senden.
Babrak Karmal mahnte, bevor er Afghanistan verließ, noch einmal Nur Muhammad Taraki, welcher ihn dafür auslachte. Babrak Karmal gab an die Parcham die Weisung, sich der Kontrolle des Regimes zu entziehen. Das von Hafizullah Amin dominierte Regime ließ die in Afghanistan verbliebenen Parcham unter dem Vorwurf der Verschwörung verhaften, entließ die eben entsandten Botschafter aus ihren Ämtern und verfolgte neben Parcham auch Chalqis, die mit Parcham Kontakt hatten.
Am 9. Oktober 1979 ließ Hafizullah Amin Nur Muhammad Taraki ermorden. Im Oktober 1979 kam Babrak Karmal mit Noor Ahmad Noor nach Afghanistan zurück. Während Karmal versuchte in politischen Kreisen Koalitionen für einen Sturz von Amin zu bilden, sollte Noor Ahmad Noor bei den Militärs Anhänger für diese Anliegen finden.
Bis die Sowjetische Intervention in Afghanistan die Auseinandersetzung auf Seiten von Babrak Karmal entschied, hatten die Parcham dreimal vergeblich versucht Hafizullah Amin zu stürzen.